# Скворцов, Андрей Александрович
Андре́й Алекса́ндрович Скворцо́в (род. 17 октября 1972, Москва, РСФСР, СССР) — российский телеведущий, журналист и профессиональный метеоролог. Директор компании «Меркатор». Получил известность как ведущий прогноза погоды на НТВ. Куратор проектов «Россия в цифрах» и «Большая Страна» телеканала «Россия-24», «Москва в цифрах» и «Удобная Москва» телеканала «Москва 24». Автор и соавтор маркетинговых и инвестиционных фильмов и презентаций. Преподаватель ораторского мастерства.  
Автор телеграм канала "Скворцов про выступления" (http://t.me/skvorum)  

## Биография
Андрей Скворцов родился 17 октября 1972 года в Москве.
Отец — физик, мать — почвовед.
В детстве он мечтал об очень многом. Добивался успехов в химии, физике, занимался гитарой, спортивной гимнастикой, боксом и много чем ещё. Родители только и радовались тому, что их ребёнок не слоняется по подъездам и не хулиганит. На утренниках в детском саду и на школьных вечерах любил читать стихи со сцены.
В 1989 году окончил Московскую среднюю школу №2. 
В 1994 году окончил Географический факультет МГУ имени М. В. Ломоносова.
В 1995 году стал одним из основателей и бессменным директором компании «Меркатор» (производитель телевизионной инфографики, инфодизайна, программного обеспечения для экономических новостей и прогнозов погоды, студия презентационного кино и бизнес-инфографики).
В 2004 окончил AIBEc, получил степень МВА. 
В 2005 году окончил курсы инфографики Эдварда Тафти. 
В 2007 году окончил курсы сценаристов Роберта Макки. 
В 2009 окончил Гарвардскую школу бизнеса (Harvard Business School).
С февраля 2010 по февраль 2022 года вёл прогноз погоды на НТВ.
В 2012 году признан лучшим корреспондентом информационно-развлекательного жанра на NewYorkFestivals. В этом же году стал одним из членов Международного Жюри III Cannes Corporate Media & TV Awards 2012.
В 2013 году — ведущий программы «Откровенный PR» на телеканале «PRO-бизнес».
В 2014 году учился в театральной студии Юрия Мартынычева.
С 2014 по 2015 год вёл туристическую программу «Хорошо там, где мы есть!» на НТВ.
В 2020 году участвовал в программе «Своя игра» на НТВ.

## Личная жизнь
Женат. Воспитывает дочь.

## Факты
- Андрей Скворцов сумел провести более 300 прямых эфиров «Экстремальной погоды на НТВ», где ему приходилось прыгать с парашютом, проваливаться под лёд, находиться в центре грозы, испытывать на себе удар молнии.
- Андрей создал мультфильм, названный им «Система Станиславского для оратора», который собрал в интернете больше миллиона просмотров[20].
- Андрей считает, что одним из основных факторов нормальной работы должно быть доверие. Если, например, банк заказывает у него рекламу и партнеры доверяют друг другу, то всё будет прекрасно, работа через неделю будет закончена. Если же банк доверия не оказывает, то он объявляет тендер, начинается куча лишних проблем, и по итогу реклама будет готовиться больше полугода, а затрат на нее уйдет в 5 раз больше. Так что без доверия Андрей Скворцов работать с банками не станет.
- Автор 19 статей в журнале Harvard Business Review Russia.

## Награды
- Серебряный дельфин Каннского фестиваля корпоративных медиа (2011 год)[21].
- Три золотые медали Нью-Йоркского фестиваля рекламы (в номинации «Корреспондент развлекательных новостей», 2013 год)[22]
- Победитель конкурса инвестиционных презентаций в гарвардской бизнес-школе (курс OPM)
- Четырёхкратный рекордсмен России по парашютному спорту в классе «большие формации».